# Добро пожаловать в Республиканский город
«Добро пожаловать в Республиканский город» (англ. Welcome to Republic City) — первый эпизод мультсериала «Аватар: Легенда о Корре». Премьера состоялась 14 апреля 2012 года в США и 26 августа в России на канале Nickelodeon.

## Сюжет
Орден Белого лотоса посещает жителей южного племени Воды. Дочь семейной пары Корра оказывается новым Аватаром. Спустя много лет она обучилась магии трёх элементов, и ей осталось овладеть магией воздуха. Её учителем станет Тензин, сын Аанга и Катары. Корра рассказывает об этом своей полярной медведесобаке Наге и идёт с ней на прогулку. Вечером прибывает Тензин к своей матери. Когда он встречает Аватара, то сообщает, что не может остаться на южном полюсе, ибо у него сейчас трудности с управлением в Республиканском городе, основанным отцом. За ужином Корра решает переехать к нему, а не наоборот, но Белый лотос не поддерживает эту идею. Тензин улетает, но Корра всё же решает отправиться в Республиканский город. Она идёт к Наге, и её замечает Катара. Однако она поддерживает Аватара. Корра прощается с родителями и садится зайцем на корабль, который плывёт до города.
Корра и Нага прибывают в город и хотят перекусить. Однако у Аватара нет денег, и она ловит рыбу в парке, где знакомится с бездомным, понимая, что в Республиканском городе не всё так хорошо. Прибывает полицейский, сообщающий, что в парке нельзя ловить рыбу, и бродяга с Коррой разбегаются. Затем она слышит речь мужчины, который призывает людей-немагов присоединятся к отряду Амона, который борется с магами, угнетающими простых граждан. Корра ругает его, но жители гонят её. Затем Аватар узнаёт, как добраться до острова храма воздуха, но прибывает Триада Тройная Угроза, которая промышляет рэкетом. Они вымогают деньги у работяг, и Корра даёт им взбучку, используя 3 стихии. Прибывает полиция и арестовывает бандитов, но хочет схватить и Корру. Аватар убегает, но её ловят. Она знакомится с Лин Бейфонг, дочерью Тоф, которая является начальником полиции. Приходит Тензин и забирает Корру, которую, по требованию Лин, собирается отправить домой. На корабле она уговаривает его оставить её, но Тензин вынужден поступать иначе. Однако он видит статую своего отца, и, когда они все прощаются на причале, он всё же разрешает ей остаться жить здесь и обучаться магии воздуха. На следующий день Корра публично выступает перед жителями города с этой новостью, и её слышит Амон со своим подчинённым. Главарь собирается менять свои планы из-за того, что Аватар прибыла раньше времени.

## Отзывы

Динамика оценок IGN к эпизодам 1 сезона мультсериала

Макс Николсон из IGN поставил эпизоду оценку 9 из 10 и написал, что «отсылки к старым персонажам, таким как Тоф и Сокка, определённо приятны». Рецензент продолжил, что «этот эпизод — отличная отправная точка, а в некоторых отношениях это своего рода чистый лист [после „Легенды об Аанге“]». Критик похвалил стилистическую анимацию, назвав её «великолепной». Николсон также посчитал, что «Джанет Варни отлично озвучивает Корру, а Дж. К. Симмонс — Тензина», и был рад возвращению Ди Брэдли Бэйкера, который в этом мультсериале озвучил Нагу.
Эмили Гендельсбергер из The A.V. Club поставила эпизоду оценку «A-» и написала, что «начало и бо́льшая часть первого эпизода полны отсылок, граничащих с фансервисом», отметив «85-летнюю учительницу Катару (которая не меняла свою причёску и предпочтения в украшениях за 70 лет)» и «милую статую Тоф». Рецензентка подчеркнула, что в серии «удачно показаны схемы сюжетных арок, ориентированных на большой город, и все они затрагивают идею неравенства».
Каси Феррел из Den of Geek акцентировала внимание на первых слов Корры «Я Аватар! Смиритесь с этим!», которые «отлично знакомят с персонажем, а также заявляют аудитории, что Корра теперь Аватар, и нужно это принять». Критик отметила, что Лин Бейфонг «полностью отличается от своей матери, и её отношения с Коррой и Тензином завораживают».
Screen Rant поставил серию на 7 место в топе лучших эпизодов с Коррой, а Comic Book Resources дал ей 10 позицию в списке лучших серий для пересмотра.
Премьера серии в США собрала у экранов 4,5 миллиона человек в среднем за неделю показа.